# Mu (Maler)
Mu è il terzo album in studio del cantautore italiano Maler, pubblicato il 28 maggio 2018 ed ispirato alla vita e alle opere dello scrittore austriaco Joseph Roth. L'omaggio del cantautore si dipana attraverso quindici canzoni per voce, pianoforte e fisarmonica edito da Parametri Musicali, un audiolibro che racconta la vita di Roth e una favola in e-Book che ne reinventa l’infanzia editi da Quondam. L'album e l'audiolibro sono disponibili per il download digitale. 
Si tratta di un'opera interamente ispirata alla biografia e ai romanzi di Joseph Roth, lo scrittore che più d'ogni altro seppe interpretare la crisi europea tra il primo e il secondo conflitto mondiale. Raccontò la fine di un mondo perduto per sempre, idealizzando il passato per smascherare le contraddizioni del presente. Ed è una significativa coincidenza che Mu sia il nomignolo con cui Roth veniva chiamato da bambino e anche quello di un mitico continente scomparso. 
Al fianco di Maler il pianista Giancarlo Di Maria (arrangiatore per molti artisti del panorama musicale italiano e produttore/arrangiatore dell'intero progetto) e il fisarmonicista Thomas Sinigaglia (già sul palco con Massimo Bubola e Nicola Piovani). Maler risulta autore di tutti i testi e coautore delle musiche insieme a Giancarlo Di Maria. Primo singolo estratto dall'album è Il mercante di coralli, il cui testo, liberamente tratto da Il Leviatano di Joseph Roth, narra la storia di un uomo che, a furia di immaginare il mare, si mette in viaggio per andare a cercarlo. 
Il 28 maggio 2019 Maler ha presentato il progetto Mu nell'ambito delle "Giornate di studio per l'ottantesimo anniversario della morte di Joseph Roth", organizzate dall'Università della Sorbona di Parigi presso la Maison Heinrich Heine. 

## Tracce
1. Vagabondo d'Asburgo – 3:10
2. Come Taittinger – 2:28
3. Cosa rimane del primo amore – 2:36
4. Andreas Pum – 3:04
5. Monsieur Roth – 2:33
6. Menuchim – 2:23
7. Padre – 2:57
8. Il mercante di coralli – 2:18
9. La neve di Szvaby – 2:42
10. Lettera a Stefan Zweig – 2:50
11. Friedl – 2:49
12. Svanirà – 3:03
13. Ostenda – 2:21
14. Mu – 2:56
15. Luce – 3:26